# Люди, пов'язані з Полтавою
Відомі за межами Полтави особистості, котрі народились або тривалий час мешкали та працювали в місті:

## А
- Абаза Олександр Михайлович — дійсний статський радник. У 1865—1868 роках — полтавський повітовий предводитель дворянства, у 1872—1888 роках — міський голова Полтави.
- Абаза Костянтин Костянтинович — військовий історик, письменник і педагог.

## Б
- Байрак Олена Миколаївна — вчений-біолог.
- Бажул Григорій Іванович — бандурист. Основоположник кобзарських колективів в Австралії.
- Балацький Дмитро Євменович — хоровий диригент, художній керівник Державної зразкової капели бандуристів, хорових капел Одеської та Полтавської філармоній, автор музики «Розпрягайте, хлопці, коні».
- Бартенєв Леонід Володимирович — спортсмен-спринтер, заслужений тренер.
- Батурін Віктор Миколайович (1937—1993) — український графік, оформлювач.
- Бестужев-Рюмін Михайло Павлович — декабрист.
- Білецький Володимир Стефанович — вчений в галузі гірництва.
- Бондарєв Денис — військовик, загинув[1].
- Боровиковський Лев Іванович — поет, фольклорист, етнограф.
- Брауде Семен Якович — радіофізик і радіоастроном.
- Брик Варвара Прокопівна — українська радянська майстриня народної вишивки.
- Бужієвська Тамара Іванівна — українська медик-генетик, педіатр, педагог, доктор медичних наук.
- Булава Леонід Миколайович —український краєзнавець, географ.
- Бутовський Олексій Дмитрович — спортивний функціонер.

## В
- Вернадський Володимир Іванович — філософ та природознавець, засновник геохімії, біогеохімії та радіогеології, космізму
- Верховинець Василь Миколайович — композитор, диригент і хореограф, теоретик українського народного танцю.
- Вершиніна Вікторія (* 1971) — українська стрибунка в довжину.
- Воблий Костянтин Григорович — вчений-економіст та географ.
- Волков Василь Олексійович — художник-передвижник.

## Г, Ґ
- Гапон Георгій Аполлонович — релігійний та політичний діяч.
- Гнідич Микола Іванович — поет, перекладач.
- Гоголь Микола Васильович — прозаїк, драматург, поет, засновник хорору у літературі тогочасної РІ.

## Д
- Декань Олексій Іванович — український письменник-фантаст
- Дорошенко Дмитро Іванович — політичний діяч, публіцист, історик.
- Сем Дребен — професійний солдат армії США та найманець.
- Дудаєв Джохар — командуючий 13-ї гвардійської ВБД, лідер чеченського визвольного руху у 1990-х роках.
- Дядюша Сергій Іванович — військовий діяч.
- Дяченко Віктор Микитович (1924—1984) — український радянський архітектор.
- Дяченко Дмитро Михайлович — архітектор і громадський діяч.

## Є
- Євгеній Булгаріс — філософ, православний діяч та богослов.
- Олександр Євдокимов — військовий лікар (лейб-медик) та головний військово-санітарний інспектор РІА у 1906—1917 роках, таємний радник.
- Єдлічка Ернст — видатний піаніст та педагог.
- Єрофєєв Олександр Гаврилович — диригент, педагог, театральний і громадський діяч.
- Єсипок Володимир Миколайович — співак-бандурист, професор, голова Національної спілки кобзарів України.

## Ж
- Житецький Павло Гнатович — мовознавець та лексикограф.

## З
- Закревська-Бенкендорф Марія Ігнатівна — дипломат, кіносценарист.
- Заньковецька Марія Костянтинівна — актриса і театральна діячка, одна з засновниць театру Миколи Садовського у Полтаві.
- Зінченко Петро — український журналіст, педагог, графік.

## І
- Іваненко Дмитро Дмитрович — фізик-теоретик.
- Іваненко Оксана Дмитрівна — дитяча письменниця та перекладачка. Лауреат Шевченківської премії (1986).
- Івашко Володимир Антонович — державний діяч, перший та єдиний заступник Генерального секретаря ЦК КПРС (1990—1991).

## К
- Кірпотенко Сергій Антонович — генеральний хорунжий Армії Української Держави.
- Козаченко Георгій Олексійович — хормейстер Маріїнського театру.
- Колесников Володимир Григорович (1951—2014) — український живописець, член НСХУ, народний художник України.
- Котляревський Іван Петрович — письменник, поет, драматург, зачинатель сучасної української літератури, громадський діяч.
- Кондратюк Юрій Васильович — вчений-винахідник, один із піонерів ракетної техніки й теорії космічних польотів.
- Кондрацький Михайло — композитор.

## Л
- Лішка Карел — чеський живописець та книжковий ілюстратор.
- Лопатін Ігор Костянтинович — ентомолог та зоогеограф.
- Лук'янович Федір Костянтинович — ентомолог.
- Луначарський Анатолій Васильович — письменник, журналіст, політик.

## М
- Макаренко Антон Семенович — педагог, один із засновників системи дитячо-підліткового виховання.
- Марцинківський Олег Олександрович — співак та композитор.
- Матюшенко Валентина — оперна співачка (сопрано), заслужена артистка України.
- Мацак Юхим Тихонович — полковник армії УНР.
- Мстислав — визначний церковний діяч, патріарх Київський.
- Мясоєдов Григорій Григорович — живописець.
- Мясков Костянтин — композитор, баяніст, народний артист України.

## Н
- Нагай Олександр Григорович (1910—1969) — український радянський живописець
- Нат Карр (1886—1944) — американський актор епохи німого і раннього звукового кіно.

## О
- Остроградський Михайло Васильович — математик.
- Обломієвський Іван Іванович (1871—1924) — інженер, один з першобудівельників Харбіну.
- Орлов Георгій Маркович (1906—1989) — український радянський художник театру.

## П
- Палатник Лев Самійлович — доктор фізико-математичних наук, професор, заслужений діяч науки і техніки України.
- Паскевич Іван Федорович — генерал-фельдмаршал, намісник Царства Польського у 1832—1856 р.
- Перлик Іван Максимович — полковник Армії УНР, розстріляний більшовиками в Полтаві.
- Петлюра Олександр Васильович — полковник Армії УНР.
- Петлюра Симон Васильович — головний отаман військ УНР та голова Директорії.
- Пильчиков Микола Дмитрович — фізик та винахідник.
- Прохоренко Жанна Трохимівна — актриса театру і кіно.

## Р
- Разумова Римма Андріївна (1908—1976) — оперна співачка, педагог, заслужена артистка УРСР.
- фон Рейтер Володимир Володимирович (1900 — ?) — учасник Визвольних змагань (1918—1922), український громадський діяч у Харбіні (Китай) в 1930-40-х
- Різник Юрій Іванович — нападник та футбольний тренер.
- Ротань Руслан Петрович — півзахисник Національної збірної України.

## С
- Сєдак Ігор Микитович — архітектор, член Національної спілки архітекторів України, заслужений архітектор УРСР, лауреат Державної премії СРСР в царині архітектури, академік Академії мистецтв України.
- Скліфосовський Микола Васильович — хірург.
- Скрипін Роман Андрійович — журналіст, телеведучий, один із засновників Громадського телебачення.
- Старицька Анна Георгіївна — українська й французька художниця, живописець, графік.
- Старицький Володимир Ісидорович — поет, перекладач, учений.
- Стешенко Іван Матвійович — громадський і політичний діяч, член УЦР.

## Т
- Тацій Василь Якович — вчений-правознавець.
- Тимошенко Юрій Трохимович — актор гумористичного жанру.
- Тимченко Євген Костянтинович — мовознавець-україніст, перекладач, академік АН УРСР, член-кореспондент AH CPCP (з 1929 p.).

## Ф
- Форостенко Яків Данилович — інструктор Полтавської школи пілотів та Полтавського аеродрому, встановив у 1950-х роках три всесоюзні та світові рекорди на пропелерних малих літаках, не перевершені упродовж наступних 20 років.
- Францевич Іван — фізико-хімік і матеріалознавець. Засновник першого у світі академічного Інституту металокераміки і спеціальних сплавів.

## Х
- Хижняк Олександр Олександрович — боксер.
- Холодна Віра Василівна — кіноактриса перших стрічок епохи німого кінематографа.
- Христенко Інна Митрофанівна — українська дитяча письменниця.
- Хмара Григорій Михайлович — кіноактор.

## Ч
- Чеботарів Микола — військовий і політичний діяч, один з організаторів та керівник української контррозвідки.
- Чурай Маруся — напівлегендарна українська народна співачка і поетеса часів Хмельниччини.

## Ш
- Шванвич Борис Миколайович — вчений-ентомолог.
- Шинкаренко Олександр Олександрович (1991—2022) — солдат Збройних Сил України, учасник російсько-української війни.

## Щ
- Щепкін Михайло Семенович — актор, визначний діяч сцени.

## Я
- Ярошенко Микола Олександрович — маляр жанру реалізму.
- Яцевич Юрій Михайлович — композитор.